# 阿拉伯副單棘魨
阿拉伯副單棘魨（学名：Paramonacanthus arabicus），又稱阿拉伯副單角魨，為輻鰭魚綱魨形目鱗魨亞目單棘魨科的其中一種熱帶海水魚，其种加词“arabicus”意为“阿拉伯的”。分布於西印度洋波斯灣海域，棲息深度1-35公尺，體長可達6.7公分，棲息在底層水域，生活習性不明。